# Châteauneuf (Savoie)
Châteauneuf ist eine französische Gemeinde mit 922 Einwohnern (Stand: 1. Januar 2022) innerhalb des Arrondissements Chambéry im Département Savoie in der Region Auvergne-Rhône-Alpes. Die Gemeinde gehört zum Kanton Saint-Pierre-d’Albigny. Die Einwohner werden Castelneuvois genannt.

## Geographie
Châteauneuf liegt etwa 19 Kilometer ostsüdöstlich von Chambéry an der Isère, die die nördliche Gemeindegrenze bildet. Umgeben wird Châteauneuf von den Nachbargemeinden Saint-Pierre-d’Albigny im Norden, Chamousset im Nordosten, Bourgneuf im Osten, Chamoux-sur-Gelon im Südosten, Betton-Bettonet im Süden, Hauteville im Süden und Südwesten, Coise-Saint-Jean-Pied-Gauthier im Westen und Südwesten sowie Saint-Jean-de-la-Porte im Westen und Nordwesten.

## Bevölkerungsentwicklung
| Jahr                       | 1962 | 1968 | 1975 | 1982 | 1990 | 1999 | 2006 | 2018 |
| -------------------------- | ---- | ---- | ---- | ---- | ---- | ---- | ---- | ---- |
| Einwohner                  | 508  | 504  | 456  | 484  | 538  | 576  | 698  | 913  |
| Quellen: Cassini und INSEE |      |      |      |      |      |      |      |      |

## Sehenswürdigkeiten
- gallorömische Bäder
- Kirche Saint-Étienne aus dem Jahre 1727
- Ruinen des Schlosses von Châteauneuf